# 리버라치
브와지오 발렌티노 리베라체(Wladziu Valentino Liberace, 1919년 5월 16일~1987년 2월 4일)는 리버라치(Liberace)라는 이름으로 잘 알려진 미국의 피아니스트이다. 

## 참고 문헌
- 이 문서에는 다음커뮤니케이션(현 카카오)에서 GFDL 또는 CC-SA 라이선스로 배포한 글로벌 세계대백과사전의 "리베라체" 항목을 기초로 작성된 글이 포함되어 있습니다.